# Tryggve Point
Tryggve Point är en udde i Antarktis. Den ligger i Östantarktis. Nya Zeeland gör anspråk på området.
Terrängen inåt land är huvudsakligen kuperad, men söderut är den platt. Havet är nära Tryggve Point åt sydväst. Trakten är obefolkad. Det finns inga samhällen i närheten. 